# 隆頭副獅子魚
隆頭副獅子鱼，为輻鰭魚綱鮋形目杜父魚亞目狮子鱼科的其中一種。分布於南冰洋的南喬治亞島海域，屬深海底棲性魚類，棲息在水深400至1000公尺的海域，體長可達13.1公分，生活習性不明。